# Киш, Андраш
Андраш Киш (венг. Kiss András; род. 1943) — венгерский скрипач и педагог.
Учился игре на скрипке с шестилетнего возраста, окончил консерваторию имени Бартока, а затем Будапештскую музыкальную академию имени Листа у Тибора Нея. Далее занимался в Ленинградской консерватории у Михаила Ваймана. В 1968 г. был удостоен третьей премии на Международном конкурсе имени Иоганна Себастьяна Баха в Лейпциге; в том же году вошёл в число преподавателей Академии имени Листа. С 1971 г. первая скрипка Нового Будапештского квартета; в составе квартета записал все квартеты Людвига ван Бетховена, Иоганнеса Брамса и Белы Бартока, со второй скрипкой Ференцем Балогом — 44 дуэта для двух скрипок Бартока.